# Litsea pierrei
Litsea pierrei är en lagerväxtart som beskrevs av Paul Lecomte. Litsea pierrei ingår i släktet Litsea och familjen lagerväxter. Inga underarter finns listade i Catalogue of Life.